# وزارة التعاون الدولي (مصر)
وزارة التعاون الدولي المصرية هي وزارة مصرية سابقة مسؤولة عن إبرام اتفاقيات القروض والمنح مع شركاء مصر في التنمية لتمويل المشروعات التنموية في جمهورية مصر العربية تم دمجها في وزارة التخطيط والتنمية الاقتصادية والتعاون الدولي.

## مهمة الوزارة

### الإجراءات التمهيدية
- يدرج مشروع التنمية المطلوب تمويله من الخارج بمعرفة الجهة المستفيدة بالخطة الخمسية للتنمية الاقتصادية والاجتماعية وتحدد له أولوية ورقم كودى.
- تقوم الجهة المستفيدة بتوجيه طلب إلى وزارة التعاون الدولى لتوفير التمويل اللازم للمشروع يبين فيه الرقم الكودى والتكلفة الإجمالية للمشروع وقيمة التمويل الأجنبى المطلوب مرفقا به دراسة الجدوى وإقرار بتدبير المكون المحلى اللازم له.

### معايير الحصول على تمويل من شركاء مصرفى التنمية
- تقوم وزارة التعاون الدولى بدراسة طلب تمويل المشروع والتأكد من إدراجه بالخطة الخمسية وفحص ودراسة الجدوى المرفقة به التي تؤكد جدواه وعائده ومدى مساهمته في التنمية العامة للدولة آخذا في الاعتبار التوزيع العادل للإمكانيات المالية المتاحة لقطاعات التنمية الاقتصادية والاجتماعية المختلفة كذلك التوزيع العادل على محافظات الجمهورية لضمان استخدام التمويل بأسلوب يحقق أكبر استفادة لمصر.
- تراعى الوزارة بقدر الإمكان الحصول على منح لا ترد عند المساهمة في تمويل مشروع غير هادف للربح.
- تهتم الوزارة بقدرة المشروع على توليد عائد بالنقد الأجنبى ومن ثم القدرة على سداد القرض وأعبائه بمعرفة الجهة المستفيدة دون تحميل موازنة الدولة أية أعباء.
- يجب أن يتضمن القرض عنصر منحة لا يقل عن 40% .
- أن يتم الاقتراض وفقا لسقف الاقتراض المسموح به وهو يتمثل في ألا يزيد حجم الاقتراض سنويا عما يتم سداده في نفس السنة من أعباء حتى يكون الاقتراض في الحدود الآمنة.
- أن تكون الشروط ميسرة إلى أقصى درجة من حيث فترتى السماح والسداد وسعر الفائدة وكذلك الحزمة التمويلية.
- أن يتم الاقتراض في أضيق الحدود وبأيسر الشروط للمشروعات الخدمية الحتمية المرتبطة بالخدمات الأساسية للمواطنين كمياه الشرب والصرف الصحى والتعليم والصحة .
- ضرورة الحصول على موافقة رئيس الجمهورية السابقة على مبدأ الاقتراض وذلك قبل البدء في إجراءات التفاوض.

### التفاوض مع الجهة التمويلية
- يقوم الشريك التنموي بدراسة المشروع من الجانب الفنى والمالى وذلك عن طريق إيفاد بعثة إلى مصر لمناقشة تفاصيل المشروع مع الجهة المستفيدة.
- تعد الجهة التمويلية تقريرا بتقييم المشروع من وجهة نظرها وتوافى وزارة التعاون الدولى به وترفق معه مسودة اتفاق المنحة أو القرض لدراستها.
- تطرح وزارة التعاون الدولى من جانبها مشروع اتفاقية مع شريك التنمية وتبدأ التفاوض عليه بين الطرفين.
- بعد التوصل إلى أفضل الشروط وأيسرها لتمويل المشروع مع الشريك التنموى يتم التوقيع من الطرفين بصفة مبدئية على نص الاتفاقية (التوقيع بالأحرف الأولى).
- يتم عرض مشروع تلك الاتفاقية باللغتين العربية والإنجليزية و أي لغة أجنبية أخرى على «اللجنة القومية لمراجعة الاتفاقيات والقروض الدولية» بوزارة الخارجية التي تضم ممثلين من كافة جهات الدولة المعنية بالأمر – بما في ذلك وزارة التعاون الدولى والجهة المستفيدة لإجازة نصوص الاتفاقية وذلك من النواحى القانونية والفنية والمالية، وتصدر اللجنة تقريرا بتوصياتها لوزارة التعاون الدولى سواء بالموافقة أو إعادة التفاوض.
- يتم مناقشة توصيات اللجنة الموضوعية مع الجهة الممولة لإجراء التعديلات اللازمة – إن وجدت - ويتم التوقيع النهائى على الاتفاقية بمعرفة الطرفين بعد الحصول على تفويض من وزارة الخارجية بالتوقيع على الاتفاق.

### إجراءات التصديق
- بعد التوقيع النهائى على الاتفاقية يتم موافاة وزارة الخارجية بالنسخ الأصلية للاتفاقية باللغتين العربية والأجنبية لتقوم بإرسالها إلى مجلس الوزراء مصحوبة بمذكرة إيضاحية ووثيقة التصديق على الاتفاقية ومحضر اجتماع لجنة مراجعة الاتفاقيات والقروض الدولية بالإضافة إلى مشروع قرار جمهورى بالموافقة على الاتفاقية مع التحفظ بشرط التصديق.
- بعد موافقة مجلس الوزراء على الاتفاقية يرفع الأمر إلى السيد رئيس الجمهورية لاستصدار القرار الجمهورى بالموافقة على الاتفاقية.
- بعد موافقة رئيس الجمهورية يحال القرار الجمهورى والاتفاقية إلى كل من مجلسى الشعب والشورى.
- تقوم اللجان النوعية في مجلس الشورى بمناقشة الاتفاق وإعداد تقرير بشأنه ويعرض على المجلس للموافقة عليه بجلسة عامة.
- تقوم اللجنة المختصة بمجلس الشعب – وبعد موافقة مجلس الشورى – بمناقشة الاتفاق وإعداد تقرير بشأنه للعرض على المجلس للموافقة عليه بجلسة عامة.
- بعد موافقة مجلس الشعب يتم الحصول على شهادة سلامة الإجراءات من وزارة العدل (في حالة القروض) وتخطر الجهة طالبة التمويل والشريك التنموى بإتمام الإجراءات التنفيذية والدستورية لدخول الاتفاق حيز التنفيذ
- الاتفاقيات التي لا تحمل الدولة أية أعباء مالية يحاط مجلس الشعب علما بها وبذلك تدخل حيز النفاذ.

## المنشآت التابعة
- مركز تقييم المشروعات وتحليل الاقتصاد الكلي

## الوزراء
- رانيا المشاط (التعاون الدولي)
- سحر نصر (التعاون الدولي ثم التعاون الدولي والاستثمار)
- نجلاء الأهواني (التعاون الدولي)
- أشرف السيد العربي (التخطيط والتعاون الدولي)
- زياد بهاء الدين (التعاون الدولي ونائب رئيس مجلس الوزراء)
- عمرو دراج (التخطيط والتعاون الدولي)
- أشرف السيد عبد الفتاح (التخطيط والتعاون الدولي)
- فايزة أبو النجا (التعاون الدولي ثم التخطيط والتعاون الدولي)
- أحمد الدرش (التخطيط والتعاون الدولي)
- ظافر البشري (التخطيط والتعاون الدولي)
- نوال التطاوي (الاقتصاد والتعاون الدولي)
- عاطف صدقي (رئيس الوزراء ووزير التعاون الدولي)، في نفس الوزارة يوسف بطرس غالي (وزير دولة لشئون التعاون الدولي)

## وصلات خارجية
- الموقع الرسمي